# 小百日草
小百日草（学名：Zinnia angustifolia）为菊科百日草属下的一个种。